# Arnold Aletrino

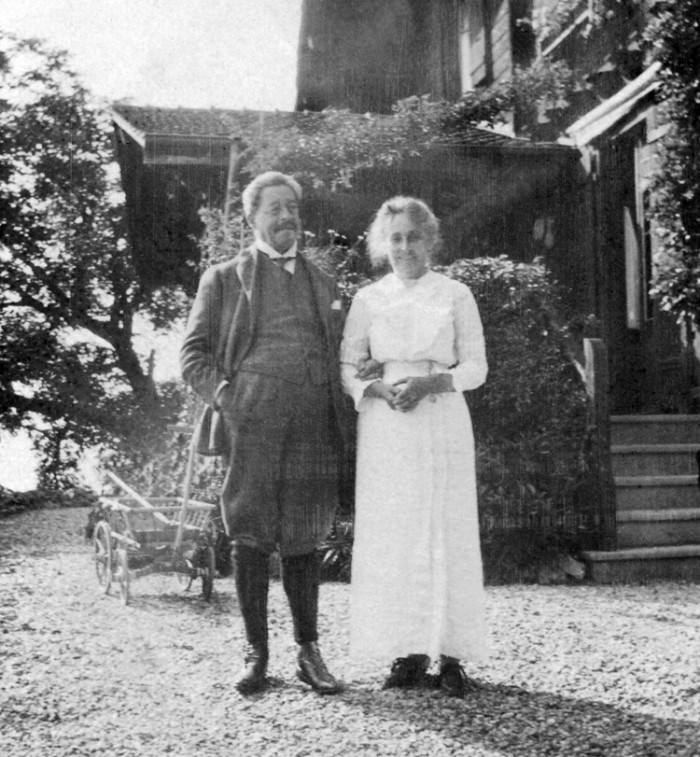
Aletrino en zijn vrouw Emilie Julia (Jupie) van Stockum voor het chalet bij Montreux, tussen 1909 en 1916

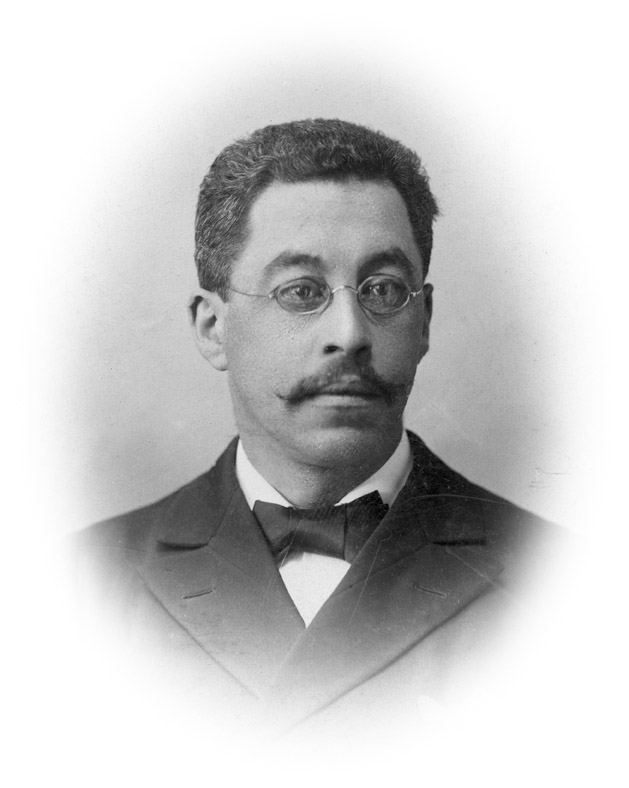
Aletrino

Arnold Aletrino (Amsterdam, 1 april 1858 – Montreux, 17 januari 1916), ook wel bekend als Aäron Aletrino, was een Nederlandse schrijver van Sefardische afkomst. Zijn roepnaam was Sam.

## Levensloop
Als student medicijnen in Amsterdam kwam Aletrino in aanraking met de Tachtigers Kloos, Van Deyssel, Van Eeden en anderen. Hij werd lid van het literair genootschap Flanor, waar hij in 1885 zijn eerste verhaal "In 't donker" voorlas. Dat zou een jaar later in De Nieuwe Gids worden gepubliceerd. Van 1910-1912 was hij redacteur van het tijdschrift. 
Hij studeerde af in 1886 en promoveerde in 1889; hij werd gemeentearts en arts van de brandweer in Amsterdam, en kwam zodoende in aanraking met de armste lagen van de bevolking. 
In 1891 trouwde hij met Rachel Mendes da Costa, die in 1897 zelfmoord pleegde. Een jaar later trouwde hij met Emilie Julia van Stockum. In zijn laatste levensjaren was Aletrino ziek en raakte hij als gevolg daarvan verslaafd aan morfine. Met zijn vrouw verhuisde hij naar Zwitserland, waar hij in 1916 overleed.

## Homoseksualiteit
In 1899 kreeg hij een universitaire aanstelling als lector in de criminele antropologie aan de Universiteit van Amsterdam. Door zijn praktische ervaring, studies en voordrachten verrichtte hij baanbrekend werk op medisch-sociaal gebied. Hij was een van de vroegste pleitbezorgers van de homoseksualiteit ('uranisme', zoals het in die tijd dikwijls genoemd werd) en spande zich in voor acceptatie van homoseksuelen op een congres in 1902. Aletrino werd geëerd als een bekwaam en humanitair wetenschapper. In 1903 bezocht hij met Magnus Hirschfeld in Berlijn een aantal locaties waar homoseksuelen kwamen; daarvan deed hij verslag in zijn brochure Hermaphrodisie en uranisme (1908).

## Jacob Israël de Haan
Hij was goed bevriend met de jeugdige schrijver Jacob Israël de Haan. Deze voerde Aletrino als min of meer herkenbaar personage op in zijn debuutroman Pijpelijntjes (1904), en droeg tevens het boek aan hem op. Dit was niet naar de zin van Aletrino, die samen met De Haans vrouw, Johanna de Haan-van Maarseveen, de hele oplage opkocht (om het daarmee tot een van de allerzeldzaamste literaire werken van de Nederlandse literatuur te maken). De Haan werkte het boek vervolgens in enkele maanden om tot een geheel andere roman.

## Naturalisme
Aletrino was een schrijver van bij uitstek sombere literatuur. Hij werd geïnspireerd door het Franse naturalisme en vond stof in zijn deprimerende artsenpraktijk. Anderzijds schreef hij onder het pseudoniem P.A. Saaije Azn. de voorrede van Frederik van Eedens ironische gedichtenbundel Grassprietjes (1885). Een ander pseudoniemen dat hij gebruikte is Acu Insma.

## Literair werk
Tussen 1877 en 1883 verschenen stukken met een literaire pretentie van Aletrino in de Almanak van het Amsterdamsch Studentencorps, in het tijdschrift Bato. Een boek voor het jonge Nederland en in Vrije Arbeid. Geïllustreerd studentenmaandblad.
In 1886 deed Aletrino zijn intrede in de wereld van de literatuur. Toen verscheen zijn eerste (literaire) schets in de eerste jaargang van De Nieuwe Gids. In de eerste jaargangen van dit blad publiceerde Aletrino verschillende "schetsen", zoals hij zijn stukken noemde. In 1889 verschenen een aantal van deze schetsen gebundeld in Uit den dood. In 1891 zag zijn eerste roman het licht: Zuster Bertha, waarvan in 1889 al enige fragmenten in De Nieuwe Gids waren opgenomen. 
In 1895 verscheen de roman Martha. Delen daarvan waren al eerder in het Tweemaandelijks Tijdschrift geplaatst. In dit tijdschrift, dat geleid werd door Albert Verwey, verschenen ook andere schetsen van de hand van Aletrino. In 1900 werden acht daarvan gebundeld in Uit 't leven. In 1902 schreef Aletrino in De XXe Eeuw – de opvolger van het Tweemaandelijks Tijdschrift – een artikel onder de titel 'Hoe een roman wordt geschreven.' 
In 1906 werd zijn bundel Line gepubliceerd, met vijf schetsen die al eerder in De XXe Eeuw hadden gestaan.
In hetzelfde jaar verscheen de novelle Stille uren. De bundel Line werd nog door één recensent besproken; de novelle Stille uren door niemand meer. In 1912 verscheen de laatste door Aletrino gepubliceerde literaire schets, 'Verloving', in De Nieuwe Gids.

## Overige publicaties
De eerste niet-literaire publicatie van Arnold Aletrino was zijn dissertatie, die verscheen in 1889, en die gewijd was aan de beroepseed van de arts. Tussen 1892 en 1899 schreef Aletrino verschillende artikelen over zijn vakgebied, de criminele antropologie. Na 1900 besteedde hij regelmatig aandacht aan het "uranisme." 
Daarnaast publiceerde hij tussen 1901 en 1906 een groot aantal artikelen in Nosokómos, het tijdschrift van de Vereeniging tot Bevordering der Belangen van Verpleegsters en Verplegers (Nosokómos is Grieks voor 'ziekenverpleging').

### Literair
Tot het literaire werk van Arnold Aletrino behoren:
- 1877: 'Eene schets naar de natuur' (onder het pseudoniem Quaero ("ik zoek"), in de Almanak van het Amsterdamsch Studenten Corps.[8]
- 1878: 'Peet Mie' en 'Onze schutterij' (onder het pseudoniem Alcuinsma), in de Almanak van het A.S.C., 1878, p. 6-12 en 50-58
- 1880: 'T' vertrek der mailboot', in Bato. Een boek voor het jonge Nederland, 1880, p. 110-113
- 1882: 'Anti-semietisme', in Vrije arbeid. Geïllustreerd studentenmaandblad[9] 1 (1882), p. 158-9; het "eerste en laatste" gedicht van Aletrino.[10]
- 1883: 'Iets over hoofdpijn', in: Vrije arbeid 2 (1883), p. 1-13. (geschreven in 1882).[11]
- 1886: 'In 't donker', in: De Nieuwe Gids, 1e jrg. (juni 1886), p. 278-288.[12]
- 1886: 'Een dag van regen', in: De Nieuwe Gids, 2e jrg. (dec. 1886), p. 230-2 (opgedragen aan Kitty van Vloten).[13]
- 1887: 'Uit den dood', in: De Nieuwe Gids, 2e jrg. (april 1887), p. 92-103 (opgedragen aan Rachel Mendes da Costa).[14]
- 1887: 'Een zang', in: De Nieuwe Gids, 2e jrg. (aug. 1887), p. 325-8 (opgedragen aan zijn zuster Anna Aletrino).[15]
- 1887: 'Een einde', in: De Nieuwe Gids, 3e jrg. (dec. 1887), p. 224-240.[16]
- 1888: 'Gasthuisschetsen', in: De Nieuwe Gids, 3e jrg. (juni 1888), p. 304-10[17] (bevat de schetsen 'Avondwandeling' en 'Maanlicht').
- 1888: 'Een achtermiddag', in: De Nieuwe Gids, 4e jrg. (dec. 1888), p. 199-210.[18]
- 1889: 'Zuster Bertha, fragmenten van een onuitgegeven roman', in: De Nieuwe Gids, 4e jrg. (juni 1889), p. 161-190.[19]
- 1889: Uit den dood, en andere schetsen. Amsterdam, Eisendraht. 137 pgs.[20]  Tweede druk, 1984 ('s-Gravenhage : Nijgh & Van Ditmar), bezorgd door Kees Joosse. ISBN 9023650565.
- 1891: Zuster Bertha. Amsterdam, Versluys. 245 pgs.[21] Opgedragen aan Martha en  Frederik van Eeden.
- 1892: 'Indrukken,' in: De Nieuwe Gids, 8e jrg. (dec. 1892), p. 181-193.[22]
- 1894: 'Herinnering,' in: Tweemaandelijks Tijdschrift (voor letteren, kunst, wetenschap en politiek), 1e jrg. (sept. 1894), p. 83-96.[23]
- 1895: Martha. Amsterdam, Scheltema & Holkema. 250 pgs.[24] Tweede druk, 1982 ('s-Gravenhage : Nijgh & Van Ditmar),  met een nawoord van Marijke Stapert-Eggen. ISBN 90 236 5044 1.
- 1895: Novellen. Amsterdam, Scheltema en Holkema.[25] Deze bundel bevatte: 'In 't donker' (1886), 'Uit den dood' (1887), 'Een dag van regen' (1886), 'Een einde' (1887), 'Pinksterbloem' (1887), 'Avondwandeling' (1888), 'Een zang' (1888), 'Maanlicht' (1888), 'Begrafenis' (1894), 'Schemering' (1889), 'Een achtermiddag' (1888), 'Nagedachte' (1889), 'Indrukken' (1892), 'Zondagavond', (1895), 'Kerstgesprek' (1894), 'Doodsnacht' (1894), 'Herinnering' (1894), 'Eerste liefde' (1894), 'Weemoed', 'Avonduren', '16 Nov. '91', 'Ware geschiedenis' en 'Confidentie'.
- 1900: Uit 't leven. Amsterdam, Tierie en Kruyt.[26] Herdruk 1982, Utrecht : Spectrum (Prisma 2033), ISBN 9027411689; bevat ook een bijdrage van Lodewijk van Deyssel over Uit 't leven.
- 1902: 'Hoe een roman wordt geschreven,' in: De XXe Eeuw, 8e jrg. (juni 1902), p. 702-745.[27]
- 1906: Line. Amsterdam.
- 1906: Stille uren. Amsterdam.
- 1912: 'Verloving,' in: De Nieuwe Gids, 27e jrg. (maart 1912), p. 457-489.

### Overig
Tot de niet-literaire publicaties van Arnold Aletrino behoren:
- 1889: Eenige beschouwingen over den beroepseed der artsen. (diss.) Amsterdam, F.S. van Staden. 94 pgs.[28]
- 1890: 'Iets over de psychische geneeswijze,' in: Eigen Haard, in drie afleveringen: aflevering 29, p. 453-456, afl. 30, p. 470-473 en afl. 31, p. 484-490
- 1892: 'Het tegenwoordig standpunt der crimineele anthropologie en der toerekenbaarheid,' in: De Nieuwe Gids, 7e jrg. (aug. 1892), p. 337-381.[29]
- 1893: 'De crimineele anthropologie en de strafwet,' in: De Nieuwe Gids, 8e jrg. (april 1893), p. 57-86 en (juni 1893), p. 153-193.
- 1898: Twee opstellen over crimineele anthropologie. Amsterdam. In deze bundel: 'Het tegenwoordig standpunt der crimineele anthropologie en der toerekenbaarheid' (1892) en 'De crimineele anthropologie en de strafwet' (1893).
- 1899: Over ontoerekenbaarheid, openbare les. Amsterdam.
- 1901: Over eenige oorzaken der prostitutie. Amsterdam.
- 1901: 'La situation de l'uraniste,' in: Congrès international d'anthropologie criminelle, compte rendu des travaux de la cinquiéme session tenue à Amsterdam du 9 au 14 septembre 1901. Amsterdam.
- 1902: Handleiding bij de studie der crimineele anthropologie, deel I. Amsterdam.
- 1904: Opleiding en examen van verpleegsters.[30]
- 1905: Over uranisme [liefde voor hetzelfde geslacht]. Een gerechtelijk-geneeskundige studie. Amsterdam,: G.P. Tierie (onder het pseudoniem Karl Ihlfeldt).
- 1906: Is celstraf nog langer geoorloofd en gewenscht? Amsterdam, Maas & Van Suchtelen.
- 1908: Hermaphrodisie en uranisme[31]
- 1911: Schetsboek. Eene verzameling gedichten en prozastukken, met portretten van eenige inzenders, leden der Vereeniging van Nederlandsche letterkundigen, 1905 - 1910.  Uitgegeven bij gelegenheid van het vijfjarig bestaan der Vereeniging
- 1916: Napoleons laatste levensjaren. Amsterdam, Van Holkema & Warendorf.[32]

- Biografisch Portaal: 08814162
- Digitale Bibliotheek voor de Nederlandse Letteren: alet002
- Gemeinsame Normdatei: 140245995
- International Standard Name Identifier: 0000 0003 9135 0112
- Library of Congress Control Number: n86074356
- Nederlandse Thesaurus van Auteursnamen: 069028257
- RKD-Nederlands Instituut voor Kunstgeschiedenis: 1057
- Système universitaire de documentation: 14668043X
- Union List of Artist Names: 500531356
- Virtual International Authority File: 11326472
- WorldCat: E39PBJvxv9Mc4bYX9JWjx7DDv3